# Dilobopterus gaudens
Dilobopterus gaudens är en insektsart som beskrevs av Walker 1851. Dilobopterus gaudens ingår i släktet Dilobopterus och familjen dvärgstritar. Inga underarter finns listade i Catalogue of Life.